# The Naked and Famous
The Naked and Famous is een band uit Auckland, Nieuw-Zeeland. Ze brengen hoofdzakelijk een mengeling van electropop en alternatieve rock. De muziek van The Naked and Famous wordt veel vergeleken met MGMT en Passion Pit.
De groep werd in 2008 opgericht door zangeres Alisa Xayalith en zanger/producer/gitarist Thom Powers. Snel daarna kwam ook Aaron Short bij de band. De drie kenden elkaar van een muziekopleiding in Auckland. The Naked and Famous bracht aanvankelijk twee ep's uit, maar brak in 2010 door dankzij de Nieuw-Zeelandse nummer 1-hit Young Blood. Op 6 september 2010 werd hun eerste album Passive Me, Aggressive You uitgebracht. Tweede single Punching in a Dream bereikte de elfde plaats in de Nieuw-Zeelandse hitlijsten.
In december 2010 voorspelde de BBC op hun website in de rubriek "Sound of 2011" dat de band in 2011 zou gaan doorbreken.
Nummers van de band zijn gebruikt in de voetbalgame FIFA: Punching In A Dream in FIFA 12 en Hearts Like Ours in FIFA 14.

## Discografie

### Albums
| Album met eventuele hitnotering(en) in de Nederlandse Album Top 100 | Datum van verschijnen | Datum van binnenkomst | Hoogste positie | Aantal weken | Opmerkingen |
| ------------------------------------------------------------------- | --------------------- | --------------------- | --------------- | ------------ | ----------- |
| Passive me - Aggressive you                                         | 11-03-2011            | 19-03-2011            | 74              | 3            |             |
| In rolling waves                                                    | 09-07-2013            | 09-07-2013            |                 |              |             |
| Simple Forms                                                        | 14-10-2016            | 14-10-2016            |                 |              |             |

### Singles
| Single met eventuele hitnotering(en) in de Nederlandse Top 40 | Datum van verschijnen | Datum van binnenkomst | Hoogste positie | Aantal weken | Opmerkingen                 |
| ------------------------------------------------------------- | --------------------- | --------------------- | --------------- | ------------ | --------------------------- |
| All of this                                                   | 2009                  | -                     |                 |              |                             |
| Punching in a dream                                           | 24-01-2011            | -                     |                 |              |                             |
| Young Blood                                                   | 14-03-2011            | 19-03-2011            | tip2            | -            | Nr. 59 in de Single Top 100 |

| Single met hitnotering(en) in de Vlaamse Ultratop 50 | Datum van verschijnen | Datum van binnenkomst | Hoogste positie | Aantal weken | Opmerkingen |
| ---------------------------------------------------- | --------------------- | --------------------- | --------------- | ------------ | ----------- |
| Punching in a dream                                  | 2011                  | 19-03-2011            | tip37           | -            |             |
| Young blood                                          | 2011                  | 18-06-2011            | tip34           | -            |             |